# Sarrūd-e Soflá
Sarrūd-e Soflá (persiska: سررود سفلى) är en ort i Iran.   Den ligger i provinsen Kermanshah, i den nordvästra delen av landet, 500 km väster om huvudstaden Teheran. Sarrūd-e Soflá ligger 1 496 meter över havet och antalet invånare är 184.
Terrängen runt Sarrūd-e Soflá är varierad. Runt Sarrūd-e Soflá är det ganska glesbefolkat, med 34 invånare per kvadratkilometer. Närmaste större samhälle är Javānrūd, 2,6 km väster om Sarrūd-e Soflá. Trakten runt Sarrūd-e Soflá består till största delen av jordbruksmark.